# Etheostoma derivativum
Etheostoma derivativum är en fiskart som beskrevs av Page, Hardman och Thomas J. Near 2003. Etheostoma derivativum ingår i släktet Etheostoma och familjen abborrfiskar. Inga underarter finns listade i Catalogue of Life.